# Russell Mockridge
Edward Russell Mockridge (18 de julho de 1928 — 13 de setembro de 1958) foi um ciclista australiano, campeão olímpico competindo nos 1000 m contrarrelógio e no tandem, nos Jogos Olímpicos de 1952, em Helsinque. Anteriormente, ele havia participado nos Jogos Olímpicos de Londres 1948, sem conquistar medalhas. Em 1953, ao se tornar profissional, Mockridge conquistou três títulos nacionais na estrada e a Herald Sun Tour de 1957. Ele faleceu em 1958 durante uma corrida, atropelado por um ônibus.